# Winfried Kretschmann
Winfried Kretschmann (Spaichingen, 17 mei 1948) is een Duits politicus van Bündnis 90/Die Grünen. Sinds 2011 is hij minister-president van de deelstaat Baden-Württemberg. Hij is daarmee de eerste politicus van de Groenen die minister-president van een Duitse deelstaat werd.

## Biografie
Kretschmann groeide op in een katholiek milieu, studeerde chemie en biologie en was docent op verschillende scholen. Hij was van 1983 tot 1984 en van 2002 tot 2011 voorzitter van de fractie van Bündnis 90/Die Grünen in de Landdag van Baden-Württemberg. Hij wordt gezien als een conservatieve politicus van de Groenen.

### Kabinet-Kretschmann I
Bij de deelstaatverkiezingen van 2011 boekte Bündnis 90/Die Grünen onder leiding van Kretschmann een belangrijke winst: de partij groeide in het parlement van Baden-Württemberg van 17 naar 36 zetels. Hierdoor kon samen met de SPD een coalitieregering gevormd worden waarbij de grootste partij, de CDU, buitenspel werd gezet. Kretschmann werd, als eerste persoon in de geschiedenis van zijn partij, verkozen tot minister-president en trad op 12 mei 2011 aan. Het kabinet Kretschmann-I regeerde exact vijf jaar.

### Kabinet-Kretschmann II
De snel stijgende lijn die Bündnis 90/Die Grünen in 2011 had ingezet, kreeg bij de deelstaatverkiezingen van 2016 een vervolg. Kretschmann leidde de partij naar 47 zetels, waarmee Baden-Württemberg de eerste Duitse deelstaat werd waar Bündnis 90/Die Grünen erin slaagde de grootste partij van een Landdag te worden. De SPD verloor echter zodanig, dat de zittende regeringscoalitie niet kon worden voortgezet. Kretschmann vormde daarop een kabinet met de CDU, die net als de SPD stevig verloren had, maar desondanks nog wel de tweede partij van de deelstaat was geworden. De regering Kretschmann-II trad aan op 12 mei 2016. De kiwi-coalitie was erg populair in die vijf jaar.

### Kabinet-Kretschmann III
De links-conservatieve regering was zo populair in Baden-Württemberg dat het opnieuw tot een overwinning kwam van de Groenen bij de landdagverkiezingen in 2021. Met 32,6% van de stemmen werden de Groenen opnieuw de grootste partij en behaalde daarmee een historisch resultaat. Hoewel Kretschmann kon kiezen voor een koerswijziging met een verkeerslichtcoalitie, koos hij ervoor om verder te regeren met de CDU, zodat zijn derde kabinet een feit was. Opnieuw werd klimaat het belangrijkste thema in het coalitieverdrag. 

### Persoonlijk
Kretschmann is sinds 1975 getrouwd, heeft drie kinderen en woont in Laiz, een stadsdeel van Sigmaringen.
- Gemeinsame Normdatei: 143926683
- International Standard Name Identifier: 0000 0001 1907 6978
- Library of Congress Control Number: n2012057588
- Réseau des bibliothèques de Suisse occidentale: 02-A025074244
- Système universitaire de documentation: 189883960
- Virtual International Authority File: 170218527
- WorldCat: E39PBJgXbW9bj34kwykTbtQpfq